# Nymphon polare
Nymphon polare är en havsspindelart som först beskrevs av Hodgson, T.V. 1915.  Nymphon polare ingår i släktet Nymphon och familjen Nymphonidae.
Artens utbredningsområde är Antarktis. Inga underarter finns listade i Catalogue of Life.